# Heineken Asia Pacific
Heineken Asia Pacific, voorheen Asia Pacific Breweries (APB) is een Aziatische brouwerij opgericht als Malayan Breweries Limited (MBL) in 1931, in een joint venture tussen Heineken International en Fraser and Neave. De naam van de brouwerij is in 1989 veranderd naar Asia Pacific Breweries (APB) en heeft zijn huidige naam in 2013 gekregen toen het is samengegaan met Heineken Asia Pacific.
De brouwerijgroep produceert meer dan 40 biermerken en -varianten. Het is volledig in handen van moederbedrijf Heineken International.

## Merken
De hoofdmerken van het merk zijn onder andere Tiger Beer en Bintang. Tevens wordt er onder een licentie Heineken geproduceerd.